# 奥菜アンナ
奥菜 アンナ（おきな あんな、1992年11月29日 - ）は、日本のAV女優。

## 略歴
2011年、姫野ゆうり名義でグラビアアイドルとしてデビュー。ファーストイメージビデオが6月に発売された。2012年4月、エスワンからAVデビューした。その後、所属事務所が変わったことにより、市来美保名義に改名し活動していたが再び改名し、2016年頃まで奥菜アンナ名義で活動。その後、仲間あずみ（なかまあずみ）名義に改名して活動中。

## 出演作品

### 姫野ゆうり 名義
2011年
- 姫のボイン（6月25日、Air control）
- GIRI-GIRI（8月25日、Air control）

2012年
- 『アイドル全裸無理』（2月1日、未満）
- 新人NO.1STYLE リアルフィギュアボディAV了解（4月19日、エスワン）※Blu-ray同時発売
- 完全カメラ目線 イキ過ぎトランスFUCK（5月19日、エスワン）
- 敏感爆乳パイズリ挟射 4時間スペシャル（6月19日、エスワン）
- 限界露出！青姦トラベラー（7月19日、エスワン）
- 猥褻痴漢（8月19日、エスワン）
- バコバコ風俗 NO.1指名 4時間スペシャル（9月19日、エスワン）
- SSS-BODY 理性を破壊する奉仕型M超乳（10月13日、E-BODY）
- ごっくんガールズバー（11月19日、エスワン）

2013年
- 姫野ゆうり エスワン12時間Special（3月19日、エスワン）※Blu-ray同時発売

### 市来美保 名義
2013年
- 新人 Mカップ本物中出しデビュー（8月25日、本中）
- Mカップ最高級中出しソープ嬢（9月25日、本中）
- 女教師中出し集団レイプ（10月25日、本中）
- 喰い込み爆乳レースクイーン（12月1日、Fitch）
- Mカップ爆乳美女VS乱交隊大量孕ませ中出し（12月19日、エムズビデオグループ）

2014年
- 淫乱 挟み撃ち4（1月13日、MOODYZ）共演:西條るり
- ビクビクする身体（1月19日、乱丸）
- ぶっかけ中出し輪姦100連発 市来美保（1月25日、ダスッ!）
- 僕のペットは爆乳家庭教師 ～敏感な乳房が咽び泣く授業内調教～ 市来美保（2月1日、Fitch）
- 世界一ザーメンを大量に発射する男たちのぶっかけSEX 市来美保（2月19日、Rookie）
- 保健室の先生-男子を犯すMカップ白衣のド淫乱養護教論- 市来美保（2月25日、美ッ痴）
- 黒人解禁 本物中出しFUCK 市来美保（2月25日、本中）
- ゴム禁！ギジ禁！無理やり解禁！強制中出しBEST（3月25日、本中）共演:葵こはる（えりか）、尾上若葉、桜ちずる、上原亜衣、稲川なつめ
- 中出しを教える爆乳家庭教師 市来美保（3月25日、本中）
- 2013年ゴックン・中出し・アナルでヤリまくり！全作品・全シーン入り完全版BEST（4月19日、M’s video Group）共演:尾上若葉、澤村レイコ（高坂保奈美、高坂ますみ）、咲田ありな、つぼみ、小枝ゆづ希、ほのか美空、愛乃なみ、新垣とわ、富永苺、他
- 絶頂寸前の気持ち良すぎるオナニー200人16時間（4月19日、M’s video Group）共演:尾上若葉、上原亜衣、原千草、夏目優希、つぼみ、波多野結衣、葵こはる（えりか）、澤村レイコ（高坂保奈美、高坂ますみ）、水谷心音（藤崎りお）、他
- 最高級本物中出しソープランド（4月25日、本中）共演:沖田杏梨、さとう遥希、立川理恵、藤原ひとみ、葵こはる（えりか）
- 射精5分前ピストンにイキ狂う淫乱女88連発8時間（5月19日、本中）共演:成瀬心美（ここみ）、さとう遥希、上原亜衣、仁科百華、長澤あずさ、波多野結衣、澤村レイコ（高坂保奈美、高坂ますみ）、笠木忍、小坂めぐる、西條るり、他
- 本中下半期傑作集！2013年9月～2014年2月（5月25日、本中）共演:加々美ゆい、上原亜衣、愛乃なみ、尾上若葉、さとう遥希、琥珀うた、藤原ひとみ、北川エリカ（園田ユリア）、大槻ひびき、あいださくら、他
- 市来美保の本物中出し22発 8時間（5月25日、本中）
- 遂に解禁！爆乳美アナル処女喪失ファック（9月1日、Fitch）
- 爆乳美女の3穴中出し26発！（10月19日、エムズビデオグループ）
- ママの大きなおっぱいは僕のモノ（10月19日、お母さん.com/妄想族）
- お母さんが初めての女になってあげる（11月19日、お母さん.com/妄想族）

2015年
- クチ・マ●コ・アナル 3穴ゴックン30発over！！市来美保BEST（2月15日、エムズビデオグループ）※ベスト・総集編

2016年
- 超乳グラマラス 市来美保BEST8時間（9月1日、Fitch）※単体ベスト
- 近親相姦 巨乳過ぎるいやらしい谷間を、年頃の息子に見せて欲情させ禁断な性行為をしてしまう愚かな母息子たち（10月27日、グラフィティジャパン）他出演：橘優花、矢吹京子、松野朱里、水城奈緒
- デカチン息子に「性教育」する。エロくて美しい巨乳な母たち!（11月27日、グラフィティジャパン）他出演：北川エリカ、長瀬涼子、橘優花、矢吹京子

### 奥菜アンナ 名義
2015年
- 入れ乳ポルノスター この女、偽パイにつき… 豊胸手術80万円で手に入れた完璧ボディー　奥菜アンナ（4月20日、レイディックス）
- 巨乳捜査官 逆さ吊りアナル拷姦　奥菜アンナ（6月1日、V(ヴィ)）
- 僕の義母はMカップ生保レディ 溢れる愛情と中出しザーメン！息子の為に身体を使って働く爆乳パイズリ肉体営業　奥菜アンナ（6月25日、セレブの友）
- 女捜査官 狂い逝き集団拷姦（7月1日、V(ヴィ)）共演:飯岡かなこ、佐伯かのん、星川麻紀
- グラマー 奥菜アンナ（7月25日、デジタルアーク）
- 職場の先輩が全員ガテン系すぎたから子作り（9月1日、ズッコン/バッコン）共演:夏目優希、AIKA、北川エリカ
- 美人魔女79　あんな 33歳（8月13日、美人魔女/エマニエル）
- 便意の限界まで我慢させて拷問初フィスト悶絶初脱糞　奥菜アンナ（9月25日、オペラ）
- Mカップ 巨乳にリクエスト　奥菜アンナ（11月25日、シャーク）
- オペラ10周年記念作品　巨乳レズスカW解禁　秋野千尋 奥菜アンナ（12月25日、オペラ）共演:秋野千尋

2016年
- ERO BODY 奥菜アンナ（1月25日、デジタルアーク）
- 大便拷問研究所　奥菜アンナ（1月25日、オペラ）
- グラマー（2月25日、デジタルアーク）
- 女捜査官 狂い逝き集団拷姦（3月1日、V (ヴィ)）共演：あべみかこ (主演)、鶴田かな

### 岩下桃華 名義
- 神乳ミラクルMカップ （2016年10月28日、スパイスビジュアル）[4]